# Вагино (Вагинский сельсовет)

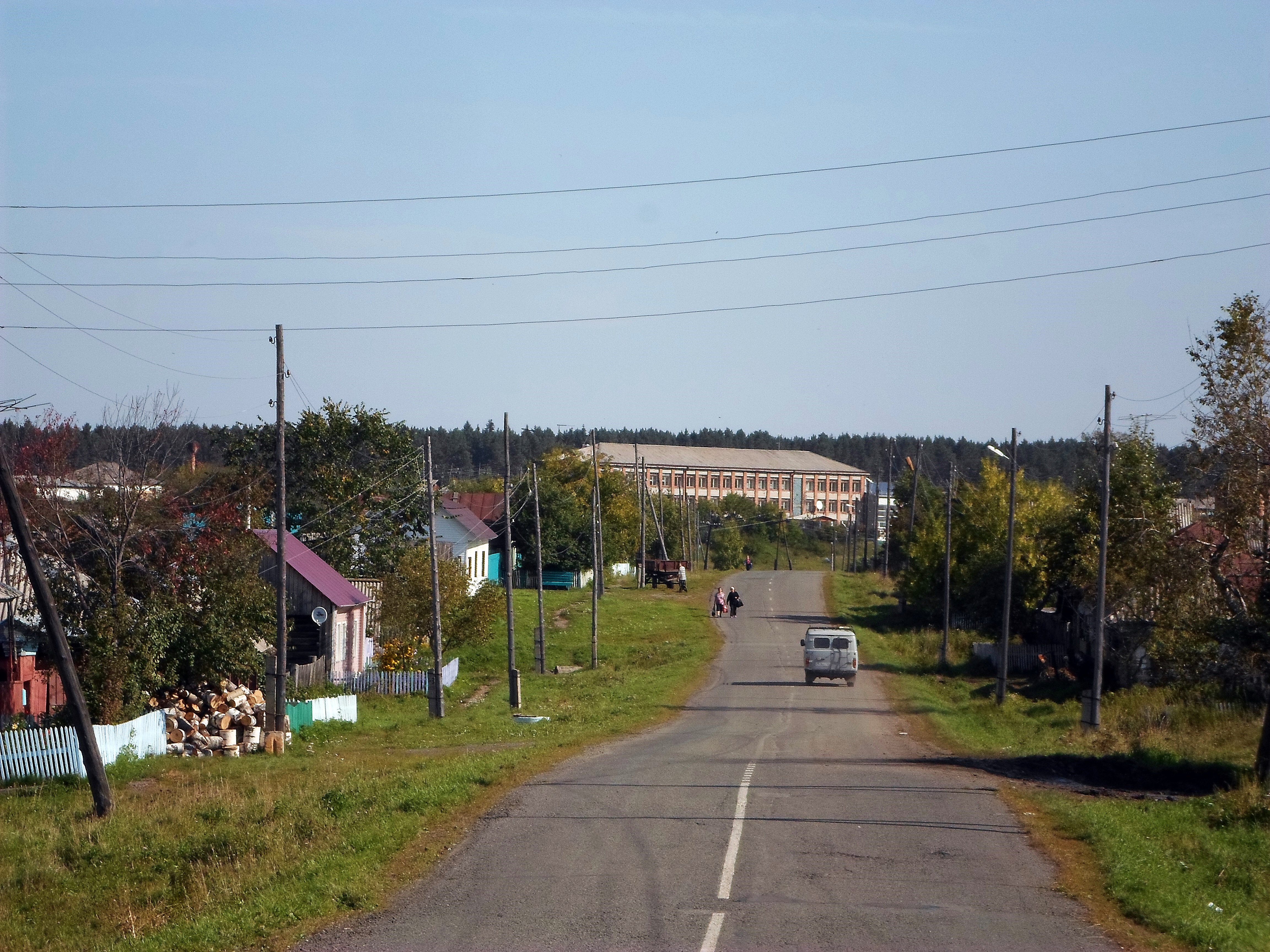
Советская улица. Вдали — школа.

Ва́гино — село в Боготольском районе Красноярского края России. Административный центр Вагинского сельсовета.

## География
Находится на правом берегу реки Улуй (приток Чулыма), в 23 км к северо-востоку от районного центра, города Боготол, на высоте 241 метра над уровнем моря.

## Население
| 2010 |
| ---- |
| 678  |

Гендерный состав
По данным Всероссийской переписи населения 2010 года 326 мужчин и 352 женщины из 678 чел.

## Инфраструктура
Средняя общеобразовательная школа, детский сад, врачебная амбулатория.

## Улицы
Уличная сеть села состоит из 8 улиц.